# Словачка евангеличка црква у Зрењанину
Словачка евангеличка црква у Зрењанину, налази на углу Цара Душана и Словачке улице. Подигнута је 1837. године, а торањ јој је подигнут тек девет година касније.
Словачка (Тотска) црква представља складну архитектонску целину са барокним и класицистичким елементима. Једнобродна црква са равном таваницом, на западу има припрату са галеријом на којој се налазе оргуље и полукружни олтарски простор на истоку.

## Парохијски дом
На месту старе дотрајале парохијске зграде из 19. века изграђена је нова према плановима грађевинског инжењера Николаса Kрепса. Том приликом је и црква обновљена. Ова висока приземница је изведена у стилу позног класицизма, али су са уличне фасаде улоњени сви украси. Архитравни фронтони на конзолицама изнад прозорских отвора, пиластри на угаоним ризалитима и фриз од метопа и триглифа, представљали су декоративни ансамбл ове складне грађевине. Једино су остали троугаони забати ризалита са полукружним отворима. Има основу у облику латиничног слова „Л” са једним дворишним крилом. Улаз у зграду је са дворишне стране.
Парохијски дом са црквом повезује декоративна улична ограда од кованог гвожђа. Зграда Парохијског дома заједно са црквом чини стилску и архитектонски складну целину.